# Saint-Jean-la-Poterie
Saint-Jean-la-Poterie é uma comuna francesa na região administrativa da Bretanha, no departamento Morbihan. Estende-se por uma área de 8,45 km². Em 2010 a comuna tinha 1 544 habitantes (densidade: 182,7 hab./km²).